# Sacerdot
|  | Per a altres significats, vegeu «Sacerdot (desambiguació)». |

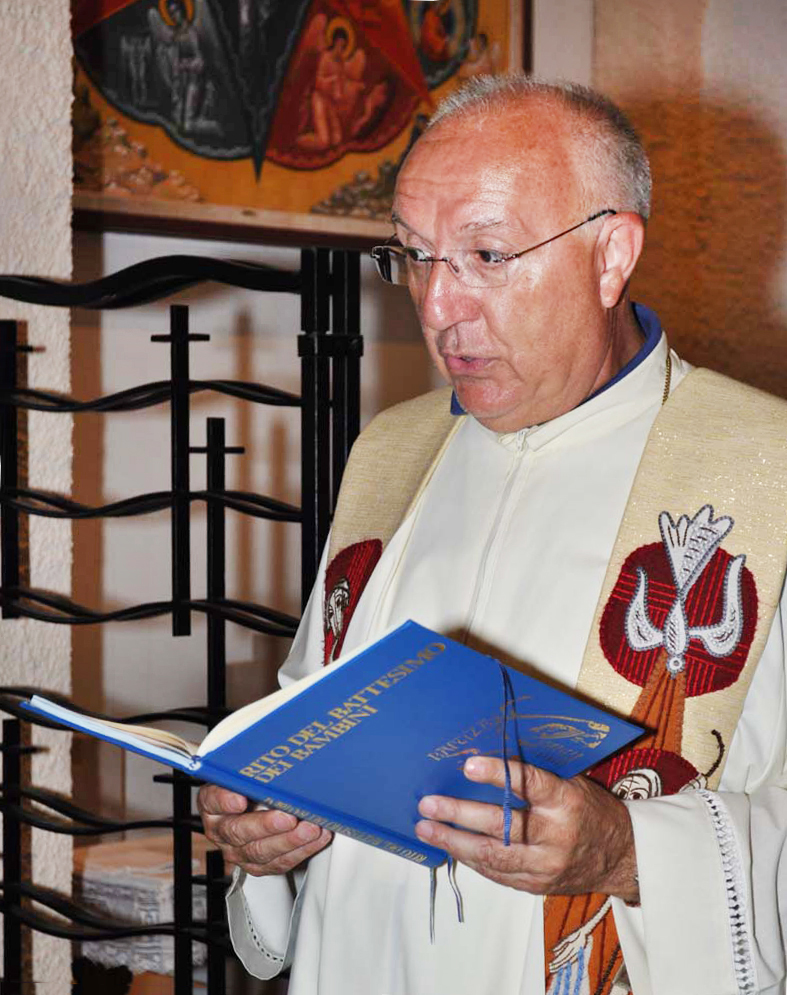
Un sacerdot catòlic durant un baptisme

Sacerdot o sacerdotessa és una persona dedicada a ser el mitjancer entre les persones i la divinitat. El significat etimològic és persona que manipula el sagrat. Aquesta persona té un paper destacat en determinades cerimònies d'una religió o confessió.
En el catolicisme també s'anomena capellà, prevere, pel seu tractament de mossèn, rector i, col·loquialment, retor. El terme pot variar, però en general el sacerdot és la persona que exerceix com a intermediari entre l'ésser humà i la divinitat. En moltes cultures del món la casta sacerdotal constituïx una veritable classe social. El cos de sacerdots rep altres noms com clergat en les esglésies cristianes, i els sacerdots es designen també com clergues.

## El sacerdot en les religions naturals
Les religions naturals que adoren esperits i divinitats de la naturalesa, practicades fins al dia de hui per nombrosos pobles, consagren al sacerdot com la persona que s'encarrega de mantindre un equilibri entre eixes forces misterioses i les persones. En vista a això, naix el concepte del sacrifici ritual i altres formes litúrgiques en les quals s'establix un diàleg entre el poble i els esperits. En molts pobles antics el sacrifici podia ser fins i tot humà, i era realitzat al mig d'una festivitat popular dirigida a complaure i mantindre en harmonia les forces de la naturalesa. D'estes manifestacions primigènies de la humanitat, es troben restes en les mateixes Escriptures judeocristianes i es pot evidenciar en ella una lluita constant entre el politeisme, aspecte elaborat de les religions naturals i el monoteisme que conquistava.

## El sacerdot en les religions politeistes
Durant la prevalença de les religions politeistes, de les quals es poden posar com a exemples destacats la dels antics grecs, els romans, els asteques, els antics egipcis i altres, el sacerdoci es diversifica i cada divinitat té la seua pròpia casta. D'això, en trobem rastre en les Escriptures quan per exemple en el Llibre dels Reis es parla dels "sacerdots de Baal". Així mateix en la cultura grecoromana es podien trobar sacerdots dedicats al culte de Zeus i en les civilitzacions indoamericanes els sacerdots del culte solar, com els Txibtxes. La casta sacerdotal que es dedicava al culte d'un déu en particular s'encarregava del temple, dels sacrificis i l'administració de les ofrenes que es dedicaven al déu en qüestió. S'ha de destacar el culte romà a la deessa Vesta, que s'encomanava a sacerdotesses molt apreciades pel poble romà, les vestals, que gaudien de nombrosos privilegis.

## La dona en el sacerdoci
La consideració de la dona ha estat un tema discutit des d'antic. Vista en el rol de mestressa de la casa, els pobles d'estil patriarcal han cregut que els assumptes religiosos corresponen també al baró. En la història de la humanitat, això no obstant, es poden trobar exemples de "sacerdotesses" com en alguns cultes grecoromans i egipcis, entre ells el de les vestals, ja citat. Les religions monoteistes van excloure definitivament el paper de la dona com a intercessora entre el poble i la divinitat i el tema només ha estat rebatut a partir del segle xx amb l'ordenació de dones en esglésies com l'anglicana.

## El sacerdot en el judaisme

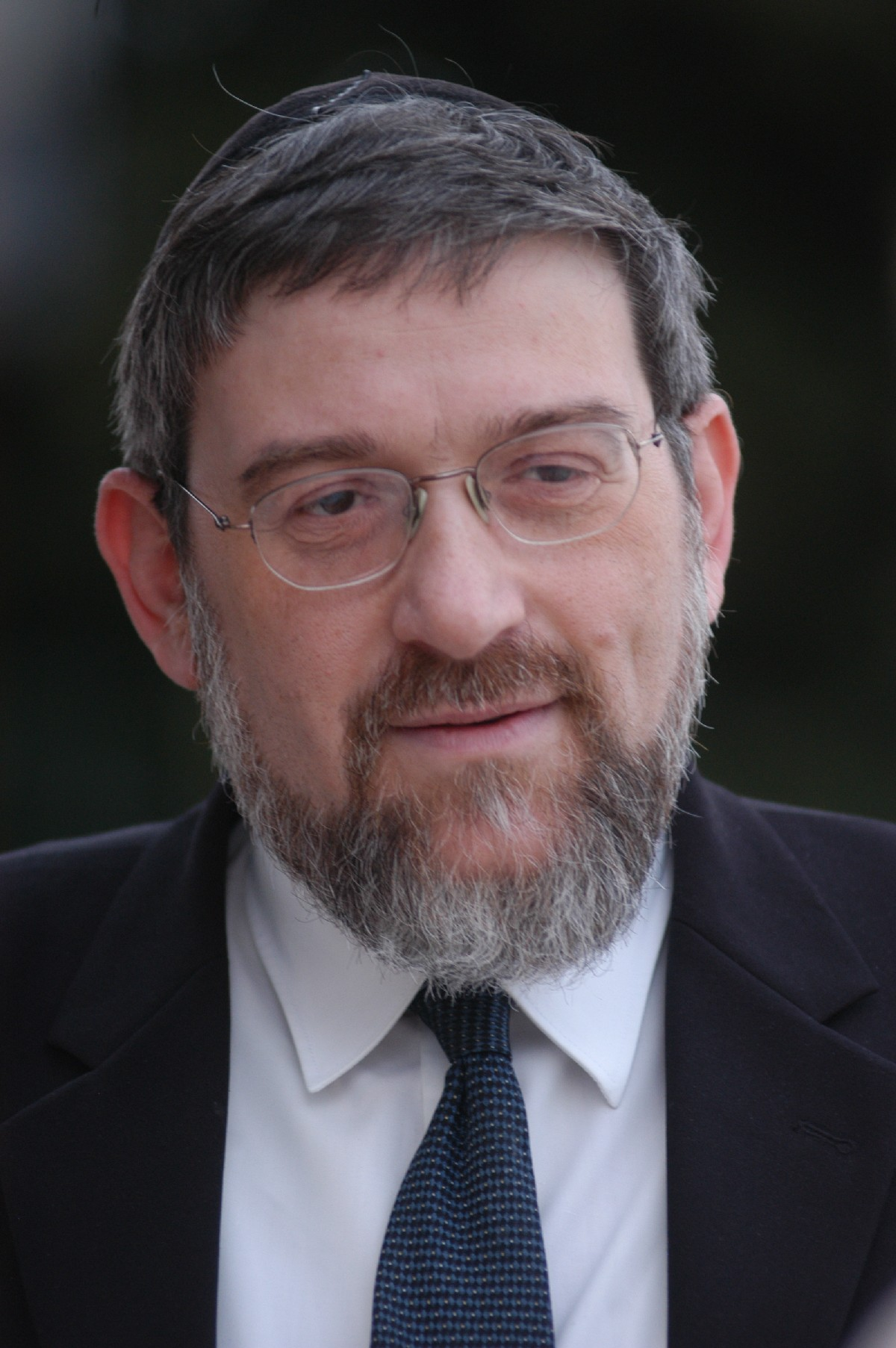
El rabí és més una funció magisterial i no és entesa pròpiament com un "sacerdot"

El sacerdoci en el judaisme naix de l'experiència del poble d'Israel i el seu alliberament d'Egipte per institució divina tal com ve relatat en el Pentateuc. Déu triaria a una de les dotze tribus, la de Leví, representada per Aaron, germà de Moisès, per a dedicar-se a cuidar de l'Arca de l'Aliança i del culte a la divinitat, encara que sorgix també el concepte de tota l'Assemblea d'Israel com a poble sacerdotal, l'única nació mediadora entre tota la humanitat i Déu, la nació santa i triada. El mateix Aaron seria el primer sacerdot hebreu. La dita responsabilitat seria hereditària i passaria de generació en generació. D'entre els sacerdots, el cap de la casa d'Aaron (el seu primogènit, a qui seguiria el seu primogènit) seria el Summe Sacerdot, és a dir, el màxim representant de la tribu de Leví per a conduir el culte. Esta nova organització sacerdotal que ve de la primera religió monoteista del món, aconseguiria la seua esplendor durant els regnats de David i Salomó els quals construirien el temple de Jerusalem. Esta organització influiria posteriorment el naixement del cristianisme. La ruptura de la successió levítica, especialment de l'elecció del Summe Sacerdot, el qual tindria una figura política tan forta com la del rei d'Israel, portaria seriosos conflictes. Cap al segle ii aC (any 152 aC), per exemple, l'elecció de Jonatan del llinatge Macabeu, però no levític, com a Summe Sacerdot, crearia la secessió de la comunitat esenia de Qumrán i la completa enemistat del partit dels Fariseus. La desaparició del temple de Jerusalem destruït pels romans durant la caiguda de Jerusalem de l'any 70, va donar com a conseqüència el final del culte monoteista judaic i la diàspora jueva. La religió es desenvoluparia al que hui coneixem com el rabinisme que, entre altres coses, no és pròpiament el sacerdoci tal com s'entén modernament. El rabí és l'home dedicat a la ciència de les Escriptures (la Torah), però no complix funcions culturals. El judaisme contemporani encara respecta la disposició divina de l'elecció levítica com l'única autoritzada per a la celebració del culte i l'esperança és que amb la reconstrucció del temple de Jerusalem, només els levites, de la tribu de Leví, continuaran la labor interrompuda fa dos mil anys.

## El sacerdot en el cristianisme
La religió cristiana, que es considera hereva del judaisme, concep el sacerdoci des d'una perspectiva també bíblica que, de totes les maneres, arriba a ser una altra interpretació de la doctrina levítica. Abans que res, des de la perspectiva jueva, Jesucrist no era un sacerdot perquè no pertanyia a la tribu de Leví, sinó que era fill de David de la tribu de Judà. El judaisme en conciliació amb el cristianisme reconeix en canvi en Jesús a un rabí, és a dir, un mestre, més que qualsevol altra cosa. Els cristians creuen en canvi que Jesús es va oferir en sacrifici pels pecats de la humanitat per la seua mort en la creu i, per tant és l'únic mediador entre Déu i les persones. Però la visió de la participació del poble en este sacrifici varia entre les distintes branques del cristianisme. Si bé Jesús és dins de la lògica i la teologia cristiana l'únic sacerdot, ell mateix instituïx als apòstols com els anunciadors de la fe a les nacions i en el dit magisteri es construïx la nova lògica levítica. El cristianisme hereta llavors de l'antiga tradició jueva el concepte de "Poble de Déu", "nació Santa" i "Poble Sacerdotal" i este s'estendria a tots aquells que entren dins de la dinàmica del "Nou Poble de Déu".
Per a les ensenyances cristianes, és important la doctrina continguda en l'Epístola als Hebreus, que justifica la major perfecció del sacerdoci de Jesucrist sobre l'antic sacerdoci d'Aaron. En està Epístola s'anomena al nou sacerdoci el sacerdoci de Melquisedec, per a indicar que és un sacerdoci no vinculat a l'herència levítica.

### En el catolicisme

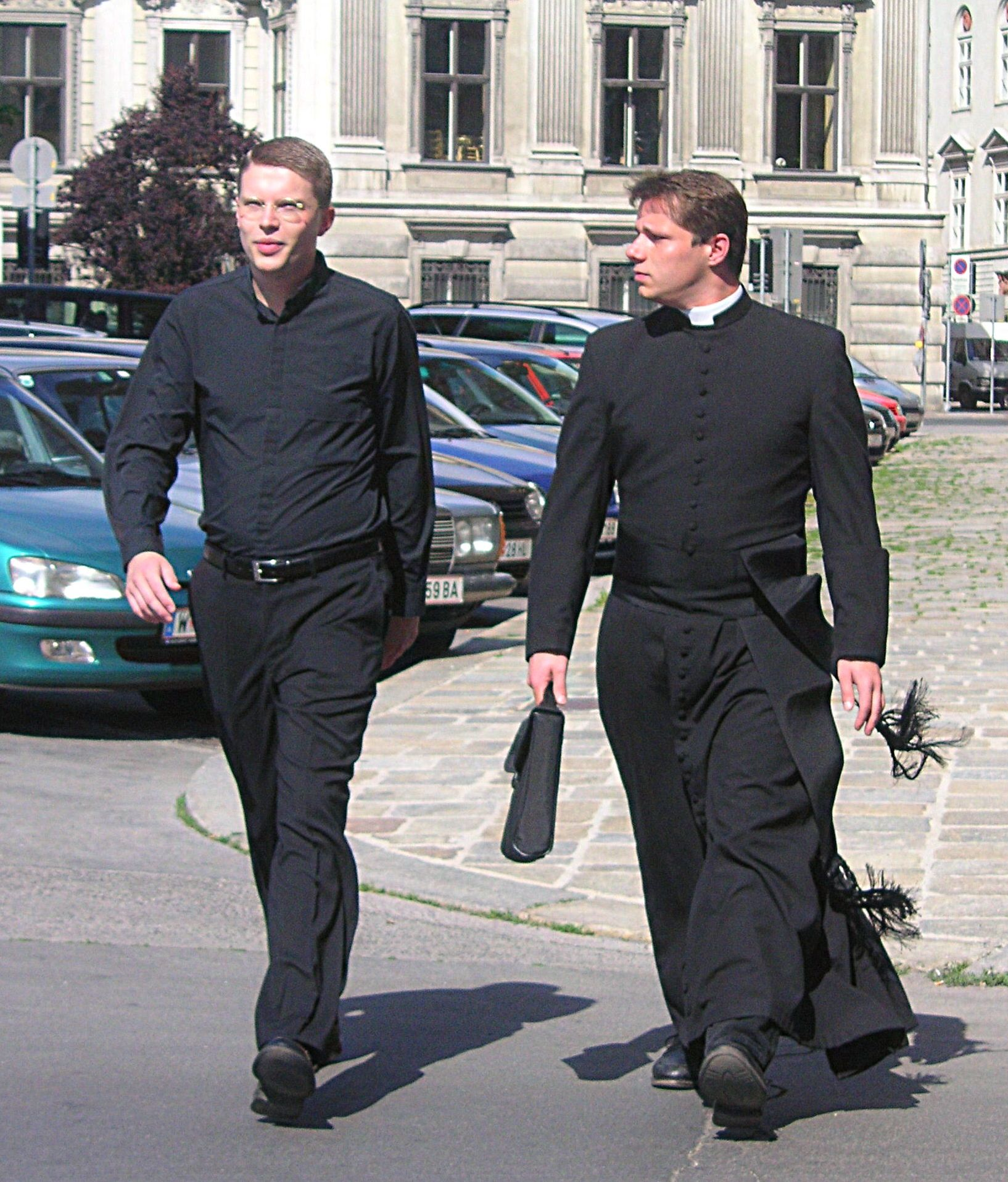
Sacerdots catòlics

Per als cristians catòlics i ortodoxs tots els batejats participen del sacrifici de Crist (corredempció) en oferir els seus dolors i patiments per a la remissió dels pecats seus i dels altres, atès que són part de l'església, Cos de Crist. Aquesta participació és coneguda com a sacerdoci comú dels fidels. A més a més, Jesús va instituir un sacerdoci ministerial com a successió dels apòstols per a la celebració dels sagraments, especialment l'Eucaristia, i realitzar altres tasques pastorals. Als que participen d'aquest ministeri se'ls denomina clergues. Aquest sacerdoci es rep sacramentalment (orde sacerdotal) en tres graus: el diaconat (els diaques), el presbiterat (els capellans o preveres) i l'episcopat (els bisbes), que es considera el sacerdoci ple. Són ordenats sacerdots només els homes batejats que, a més a més, en el ritu llatí, adquireixen el compromís del celibat.
Històricament en el ritu llatí s'han distingit entre Ordes menors (ostiariat, acolitat, lectorat i exorcistat), i Ordes majors (subdiaca, diaconat i presbiterat), a més de la tonsura (ritu pel qual s'ingressava en el clero; es conferia abans dels ordes menors) i episcopat, si bé ni els ordes menors ni el subdiaconat es conferixen per mitjà del sagrament de l'Orde, sinó simplement per un acte de potestat eclesiàstica. El papa Pau VI va abolir els ordes menors, reemplaçant-les per diversos ministeris, i deixant entre les ordes només els tres graus del sagrament (diaconat, presbiterat i episcopat) com s'ha descrit més amunt. Actualment s'ingressa en el clero per mitjà de l'ordenació diaconal.
Com ja s'ha indicat, els sacerdots de l'Església Catòlica es trien entre barons fadrins; en les Esglésies Catòliques orientals, igual que en les ortodoxes, s'admet al sacerdoci a barons casats. Els sacerdots catòlics en general dediquen el seu ministeri a la celebració de l'Eucaristia, l'administració de sagraments (especialment la Penitència), predicació, vida d'oració, visites de malalts i organització d'obres de caritat en el seu àmbit, etc.
A més, s'ha restaurat en l'Església Catòlica el diaconat permanent. Hi accedixen generalment barons casats, i exercixen una funció de col·laboració amb els preveres, especialment a través de l'organització de les obres de caritat, visites a malalts i la predicació. També administren el sagrament del baptisme i del matrimoni.
L'Església Catòlica considera el sacerdoci com una vocació o crida de Déu. El candidat al sacerdoci ingressa en un seminari, institució educativa reservada a esta finalitat. Per a ingressar en el seminari se solen exigir els mateixos requisits que per a accedir a estudis superiors en cada país. La formació en el seminari té una funció de discerniment vocacional (el candidat ha de comprovar durant els anys de seminari si té veritable vocació) i de formació acadèmica i pastoral. El pla d'estudis és distint en cada país, però solen ser dos cursos de Filosofia i quatre de Teologia.

### En el cristianisme oriental

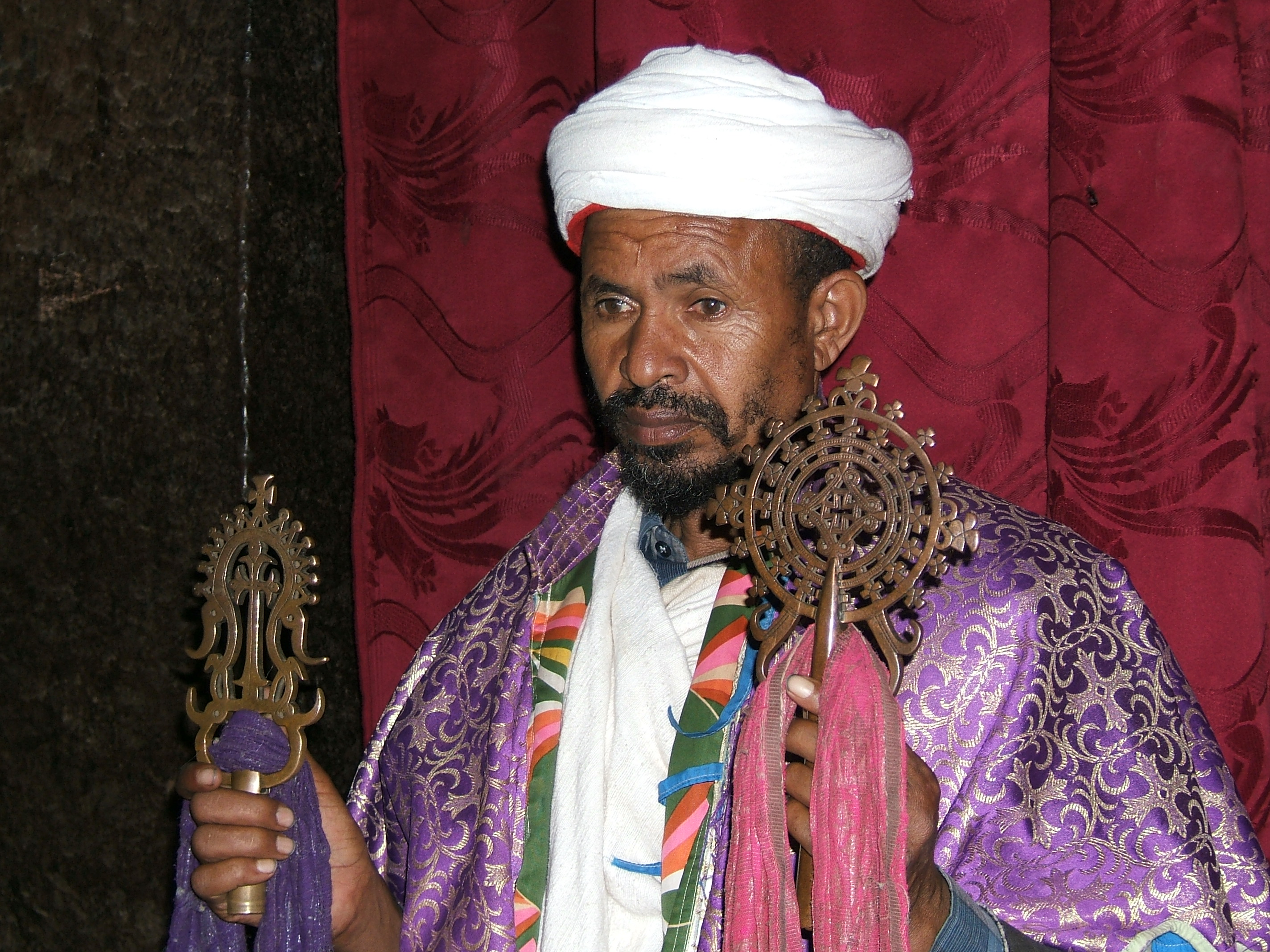
Sacerdot de l'Església etiòpica

Si bé els homes casats poden ser sacerdots en l'ortodòxia oriental i les Esglésies Catòliques Orientals, però en cap cas poden casar-se després de l'ordenació, fins i tot si esdevenen vidus. Els candidats a bisbe es trien només d'entre els cèlibes.

### En l'anglicanisme

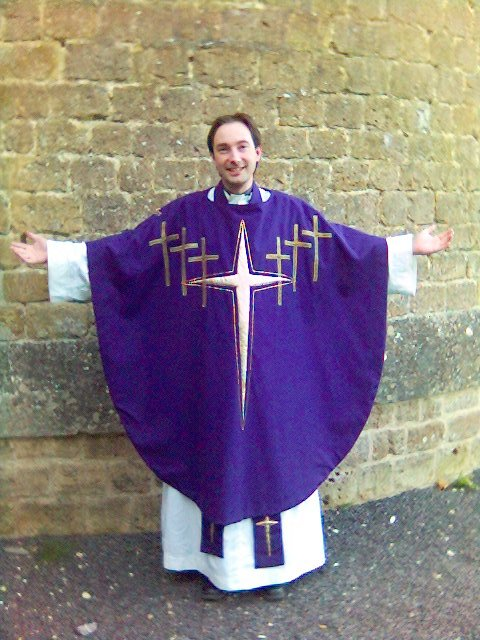
Un sacerdot anglicà

El paper d'un sacerdot a la Comunió Anglicana és en gran manera el mateix que dins de l'Església Catòlica Romana i el cristianisme oriental, excepte que la llei canònica en gairebé totes les províncies anglicanes restringeix l'administració de la confirmació al bisbe, igual que amb l'ordenació. Mentre que els sacerdots anglicans que són membres d'ordes religiosos han de romandre cèlibes (encara que hi ha excepcions, com sacerdots en l'Ordre Anglicana dels Cistercencs), els clergat secular: bisbes, sacerdots i diaques que no són membres d'ordes religiosos, se'ls permet casar-se abans o després de l'ordenació. Les esglésies anglicanes, a diferència de les tradicions catòlica o cristianes orientals, han permès l'ordenació de dones com a sacerdotesses en algunes províncies des de 1971. No obstant això, aquesta pràctica continua sent controvertida; una minoria de províncies (10 de les 38 en tot el món) mantenen un sacerdoci exclusivament masculí. La majoria de les esglésies anglicanes segueixen sense ordenar dones al sacerdoci.

### En el protestantisme
El protestantisme denega un sacerdoci diferent del comú dels fidels (en diuen Sacerdoci Universal, doctrina que va defendre Martí Luter) i més aïna desvirtua la successió apostòlica.

### En l'Església de Jesucrist dels Sants dels Últims Dies (Mormons)
Per a l'Església de Jesucrist dels Sants dels Últims Dies, també coneguda com a Església mormona, el sacerdoci es considera com una autoritat especial per a administrar certs ritus (com el baptisme mormó) que va ser restaurat durant una visió que el fundador d'eixa religió, Joseph Smith, va dir haver tingut, per mitjà de la imposició de mans de Joan el Baptista i de Pere, Jaume, i Joan l'any 1829. En eixa comunitat, el sacerdoci es transmet generalment a tots els barons a partir dels 12 anys per mitjà d'un ritu d'imposició de mans.

## El sacerdoci en l'islam

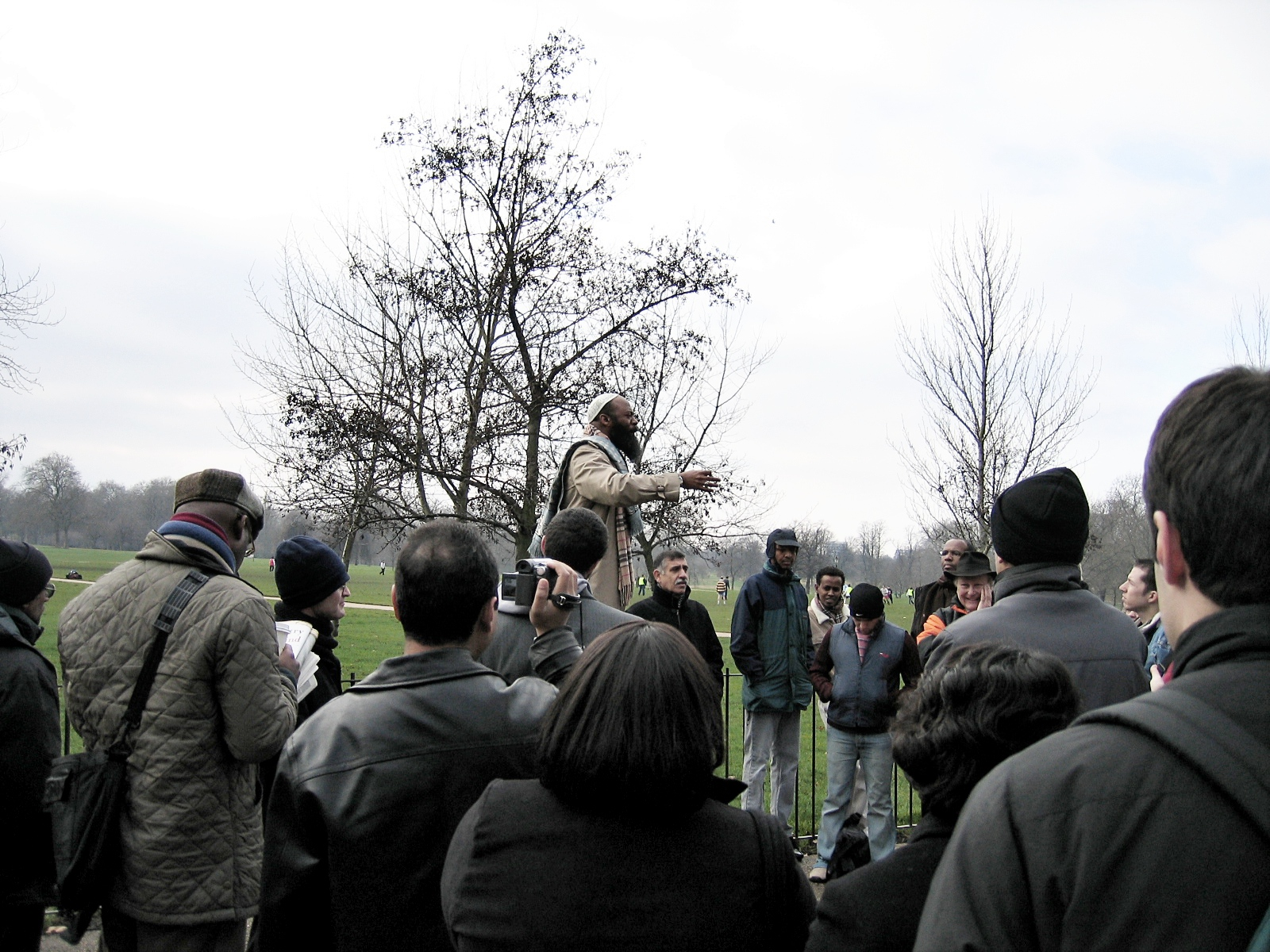
Predicador musulmà

L'islam reconeix com a únic mediador al Profeta, Mahoma, el qual va rebre el Sant Alcorà de les mans de Déu i ho va delegar com a responsable d'anunciar l'autèntic culte diví a tots els pobles. Tot home és responsable de la seua pròpia disciplina interior pel que fa a les seues relacions amb Déu i les funcions de l'Imam no són altres que les de custodiar la disciplina religiosa i l'estudi dels textos sagrats.

## El sacerdoci en l'hinduisme
En l'hinduisme hi ha una casta sacerdotal dedicada a un determinat déu, com succeïx ara com ara en un país com L'Índia.

## El sacerdoci en el budisme
En el budisme no es reconeix un sacerdoci de manera doctrinal, sinó un magisteri exercit pels monjos com guies cap a la veritat. Però no hi ha un intermediari per al budisme entre l'home i el seu propi destí. En els orígens no hi havia sacerdots, rituals ni cerimònies.